# Cantón de Niort-Norte
El cantón de Niort-Norte era una división administrativa francesa, que estaba situada en el departamento de Deux-Sèvres y la región de Poitou-Charentes.

## Composición
El cantón estaba formado por seis comunas, más una fracción de la comuna de su nombre:
- Chauray
- Échiré
- Niort (fracción)
- Saint-Gelais
- Saint-Maxire
- Saint-Rémy
- Sciecq

## Supresión del cantón de Niort-Norte
En aplicación del Decreto n.º 2014-176 de 18 de febrero de 2014, el cantón de Niort-Norte fue suprimido el 22 de marzo de 2015 y sus 7 comunas pasaron a formar parte; tres del nuevo cantón de Autize-Évray, tres del nuevo cantón de La Llanura de Niort y la fracción de la comuna que le daba su nombre se unió con las demás para que, por medio de una reestructuración cantonal, fueran creados los nuevos cantones de Niort-1, Niort-2 y Niort-3.